# Dans la ville blanche
Pour plus de détails, voir Fiche technique et Distribution.
Dans la ville blanche (A Cidade Branca) est un film helvético-britannico-portugais réalisé par Alain Tanner, sorti en 1983.

## Synopsis
Paul, un mécanicien de marine, s'établit dans un petit bar-hôtel lors d'une escale à Lisbonne. La jolie serveuse, Rosa, devient très vite sa maîtresse. Paul continue cependant d'écrire à sa compagne restée en Suisse, Élisa. Il ne se décide pas assez vite et Rosa s'éclipse…

## Fiche technique
- Titre original français : Dans la ville blanche
- Titre portugais : A Cidade Branca
- Réalisation : Alain Tanner
- Scénario : Alain Tanner
- Photographie : Acácio de Almeida
- Musique : Jean-Luc Barbier
- Montage : Laurent Uhler
- Pays d'origine :  Suisse ;  Portugal ;  Royaume-Uni
- Format : Couleur, 35mm
- Genre : Drame psychologique
- Durée : 107 minutes
- Dates de sortie : 
  - 20 avril 1983 en  France

## Distribution
- Bruno Ganz : Paul
- Teresa Madruga : Rosa, la serveuse femme de chambre
- Julia Vonderlinn (de) : Élisa, la femme de Paul
- José Carvalho : le patron du bistrot
- Francisco Baião : le voleur au couteau
- José Wallenstein : le second voleur
- Victor Costa : le barman
- Lidia Franco : la fille du bar
- Paulo Branco : l'homme qui prête son stylo
- Joana Vicente (en) : la jeune fille du train
- Cecilia Guimaraes : la dame du train

## Production
Le tournage a eu lieu entre juillet et septembre 1982, en grande partie sur les lieux d'origine à Lisbonne et enfin à Bâle. Pour la « chambre d'hôtel » de Paul, avec vue sur le Tage, une chambre de l'Université catholique portugaise a été redécorée et utilisée. Les scènes au bord de la mer, à l'extérieur de la ville, ont été tournées sur la péninsule opposée de Setúbal. 
Alain Tanner a expliqué qu'il n'y avait pas de véritable montage dans Dans la ville blanche. Le film a été tourné sans scénario prédéterminé et dans un ordre chronologique strict, de sorte que l'ordre de tous les plans résultait de la chronologie de leur tournage. Seuls les plans tournés en Suisse et ceux tournés en Super 8 ont été inclus dans le montage.